# Буњон
Буњон (фр. Bougnon) насеље је и општина у источној Француској у региону Франш-Конте, у департману Горња Саона која припада префектури Везул.
По подацима из 2011. године у општини је живело 510 становника, а густина насељености је износила 55,56 становника/km². Општина се простире на површини од 9,18 km². Налази се на средњој надморској висини од 300 метара (максималној 345 m, а минималној 233 m).

## Демографија
| 1962. | 1968. | 1975. | 1982. | 1990. | 1999. | 2011. |
| ----- | ----- | ----- | ----- | ----- | ----- | ----- |
| 230   | 228   | 228   | 388   | 385   | 442   | 510   |

График промене броја становника у току последњих година